# European Geostationary Navigation Overlay Service

Logo d'EGNOS.

Le service EGNOS, pour European Geostationary Navigation Overlay Service, soit Service Complémentaire Européen de Navigation par Satellites Géostationnaires, améliore les performances des systèmes de géolocalisation par satellite en utilisant le principe du GPS différentiel, grâce à un ensemble de stations au sol dont les données sont corrélées.
Bien que les performances du GPS soient perçues comme suffisantes pour les usages courants, une amélioration de ces performances est nécessaire pour le développement d'applications plus exigeantes dans le domaine du génie civil, de l'agriculture ou du transport, et pour rendre possible les usages avec de fortes exigences de sécurité.
Le service EGNOS améliore la précision de géolocalisation, la précision horaire et garantit des performances minimales pour les applications critiques des utilisateurs ayant de fortes exigences de sécurité  (service "Safety Of Life").
Le service EGNOS est basé sur la diffusion de données de correction des systèmes de positionnement permettant de compenser les effets de propagation au travers de l'ionosphère et l'erreur résiduelle sur les axes verticaux et horizontaux, et sur la diffusion permanente d'informations concernant l'intégrité du signal et son niveau de confiance, tout en garantissant cette information pour le service pendant les 150 secondes qui suivent, avec une très faible probabilité de non-détection d'une défaillance (panne dormante pouvant avoir des conséquences sur la sécurité).
EGNOS diffuse actuellement des données de correction pour le système mondial de positionnement par satellites GPS. A l'avenir, il est prévu qu'EGNOS transmette des données de correction pour les systèmes GPS et Galileo.
EGNOS, dont l'Union Européenne est propriétaire, a été financé par la Commission européenne, l’Agence spatiale européenne (ESA ou ASE) et Eurocontrol, l’organisme européen chargé de la sécurité de la navigation aérienne.
Depuis le 1er janvier 2014, la GSA (Agence du GNSS européen) est chargée de l'exploitation d'EGNOS et a contracté avec un opérateur spécifique, l'European Satellite Services Provider - ESSP. 
Les fournisseurs de services de navigation aérienne assurent une partie du financement. 
Le service EGNOS est ouvert et utilisable par tous (Open Service), et assuré principalement en Europe.

## Un réseau d'une quarantaine de stations terrestres en Europe

Carte de l'infrastructure au sol d'EGNOS V2 (Cliquer pour agrandir)

La réalisation de l'infrastructure technique a été confiée à un consortium industriel dirigé par Thales Alenia Space (anciennement Alcatel Space) pour la version 2 et par Airbus Defence and Space pour la version 3.
L'infrastructure EGNOS V2 est basée sur un réseau au sol de 40 stations terrestres de référence (RIMS) (44  pour EGNOS V3), qui reçoivent les deux fréquences de satellites GPS (Et Galileo uniquement pour EGNOS V3) , dénommées L1 et L2. Situées à des endroits géo-référencés, elles sont équipées d'horloges atomiques, et permettent de déterminer le trajet des signaux des systèmes de positionnement des États-Unis GPS et, historiquement, du russe GLONASS. 
Ces stations de référence terrestres, réparties sur le territoire européen ainsi que quelques sites distants, constituent un maillage serré qui complète la triangulation obtenue à partir des satellites du GPS ; la précision nominale de celui-ci, de 20 mètres environ, passe à une précision de 2 mètres avec EGNOS, avec une garantie de fiabilité des signaux.
Les mesures effectuées par ces stations sont rassemblées chaque seconde dans trois calculateurs fonctionnant en parallèle au sein de chacun des 2 MCC, un principal en Espagne et un de secours en Italie, qui élaborent les messages de correction compensant notamment les multiples mouvements de la planète, du pôle, les variations de trajets au travers de l'ionosphère, les dérives des horloges, etc.  et les transmettent via 6 stations montantes (NLES) vers des satellites en orbite géo-stationnaire  qui les rediffusent vers tous les usagers de la zone de couverture « ECAC », soit approximativement l'Europe. 

## Extension sur d'autres continents
Une extension en Afrique et au-dessus de l’océan Indien est prévue, nommée ISA (Interregional Satellite Based Augmentation System over Africa-Indian ocean region), soit système d'amélioration interrégionale de navigation par satellite en Afrique et dans l’océan Indien).
Des systèmes similaires existent en Amérique du nord (WAAS) et au Japon (MSAS). Ces systèmes étant conçus pour être interopérables, un avion commercial utilisant le système WAAS au départ des États-Unis pourra basculer au milieu de l'Atlantique sous couverture EGNOS, et vice-versa.

## Segment spatial et SISNet
Dans le tableau suivant cinq satellites géostationnaires sont utilisables par le système EGNOS, dont trois opérationnels, les autres étant utilisés comme secours ou pour des tests. Jusqu'au 23 mars 2012, il s'agissait du PRN #126, mais après cette date, c'est le satellite ARTEMIS (PRN #124) qui sert pour les tests.
| Nom des satellites                                | Organisation | NMEA     | PRN      | Signaux  | Position | Utilisation , |
| ------------------------------------------------- | ------------ | -------- | -------- | -------- | -------- | --- |
| Inmarsat 3-F2 zone: Océan Atlantique, région Est  | Inmarsat     | NMEA #33 | PRN #120 | L1       | 15.5°W   | Retiré du service ("decommissioned"),                                                                                        |
| ARTEMIS                                           | ESA          | NMEA #37 | PRN #124 |          | 21.5°E   | Retiré du service ("decommissioned").                                                                                        |
| Inmarsat 4-F2 zone: Europe, Moyen-Orient, Afrique | Inmarsat     | NMEA #39 | PRN #126 |          | 25°E     | Retiré du service ("decommissioned"). Utilisé pour des tests.                                                                |
| Inmarsat 3-F1 zone: Océan Indien                  | Inmarsat     | NMEA #44 | PRN #131 |          | 64,5°E   | Retiré du service ("decommissioned").                                                                                        |
| SES-5 (alias Sirius 5 ou Astra 4B)                | SES S.A      | NMEA #49 | PRN #136 | L1 et L5 | 5.0°E    | En service opérationnel. En orbite depuis juillet 2012                                                                       |
| Astra 5B                                          | SES S.A      | NMEA #36 | PRN #123 | L1 et L5 | 31.5°E   | En service opérationnel. En orbite depuis le 22 mars 2014                                                                    |
| Eutelsat 5 West B                                 | Eutelsat     |          |          |          | 5°Ouest  | En attente de mise en service opérationnel. Il utilisera la nouvelle norme EGNOS GEO-3. En orbite depuis le 10 octobre 2019. |

Attention : l'utilisation des seules informations officielles est indispensable pour toute utilisation de ces signaux dans un environnement critique, les services étant en cours de certification.
À l'instar du WAAS, EGNOS est conçu principalement pour les utilisateurs du domaine aéronautique, qui peuvent profiter d'une réception directe des satellites géostationnaires jusqu'à des altitudes très élevées. L'utilisation d'EGNOS au sol, particulièrement en zone urbaine, est limitée par la hauteur relative sur l'horizon des satellites géostationnaires, d'environ 30° en Europe centrale et beaucoup moins en Europe du Nord. Pour traiter ce problème l'Agence spatiale européenne (ESA) a mis à disposition par Internet le service SISNet en 2002, conçu pour fournir en continu les signaux EGNOS aux utilisateurs au sol. Le premier récepteur SISNet a été créé par le Finnish Geodetic Institute, et les récepteurs commercialisés ont été développés par Septentrio.

## Aviation
Le service  "Safety of Life" d'EGNOS, certifié le 2 mars 2011  pour une utilisation en aéronautique, permet aux pilotes l'utilisation d'EGNOS associé aux systèmes de positionnement par satellite, dans toute l'Europe, durant la phase d'approche et pour l'atterrissage en conditions de vol aux instruments (IMC) sur les aérodromes disposant d'une procédure publiée.
En septembre 2014 des procédures LPV (Localizer performance with vertical guidance (en)) étaient déjà utilisables pour plus de 114 aérodromes européens.
Le service EGNOS est compatible avec les systèmes embarqués d'aide à la navigation aérienne en modes « NPA », « APV-1 » et, depuis le 29 septembre 2015, « LPV200 ».

## Historique

### Dates clés
| Année | Date                   | Évènement |
| ----- | ---------------------- | --- |
| 2015  | 29 septembre 2015      | LPV 200 est disponible |
| 2015  | 17 juillet 2015        | Les spécifications de la version 3 permettant à un avion d’atterrir en condition d'approche de précision CAT-I sont ratifiées par l'UE |
| 2011  | 2 mars 2011            | Le service à information garantie (« safety of life ») d’EGNOS a été officiellement mis à disposition de l'aviation |
| 2010  | Novembre-décembre 2010 | Premier essai de diffusion du signal Safety Of Life (en mode MT2, c'est-à-dire sans les messages MT0 ou MT0/2 d'indication de mode test) |
|       | 12 juillet 2010        | Certification de l'opérateur d'EGNOS, la société par Actions simplifiée ESSP, permettant l'utilisation du signal pour la navigation aérienne |
| 2009  | 1er octobre 2009       | Ouverture du service EGNOS au grand public et aux entreprises |
| 2007  | 18 juillet 2007        | Premier atterrissage d'un hélicoptère en test sur un site hospitalier en zone urbaine (Lausanne) sous guidage EGNOS |
| 2006  | Octobre 2006           | Essais multiples d'approches LPV conduits par l'AENA (aviation civile espagnole) sur aéroport non équipé d'ILS (Valencia) |
|       | Juillet 2006           | Le signal EGNOS est émis de manière permanente, en phase pré-opérationnelle (non encore certifié par l'aviation civile - messages MT0 et MT0/2 diffusés).                                                                                       |
| 2005  | 28 juillet 2005        | Conclusion de la revue d'aptitude aux opérations initiales (Initial Operation Readiness Review). Transfert des opérations du système du consortium industriel mené par Thales Alenia Space à l'ESSP et démarrage de la phase pré-opérationnelle |
| 2004  |                        | |
| 2003  | 26 mai 2003            | Premier signal EGNOS émis |
| 2002  |                        | Revue de conception critique de l'architecture EGNOS |
| 2001  |                        | |
| 2000  | Février 2000           | Premier signal de test préfigurant le signal EGNOS, depuis l'EGNOS System Test Bed (ESTB) |
| 1999  | 15 juin 1999           | Le contrat de développement EGNOS est confié à Alcatel-Espace (devenue Thales Alenia Space) par l'agence spatiale européenne |
| 1998  | 18 janvier 1998        | Accord de lancement du programme EGNOS par agence spatiale européenne, la commission européenne et le groupement d'aviations civiles EUROCONTROL                                                                                                |
| 1997  |                        | Lancement des pré-études de conception EGNOS |

### Mise en service
La mise en service initialement prévue en juin 2005 a été retardée, compte tenu notamment des difficultés de mise en place et de coordination administrative des procédures de certification aéronautique en Europe.
Des informations plus récentes sont disponibles sur le site de l'ESSP concernant les services eux-mêmes, et de l'agence spatiale européenne concernant l'infrastructure du système,.
À la suite des décisions de l'Union européenne, le programme a été doté d'un budget de 330 M€ pour la qualification technique et opérationnelle du système en 2008 et pour son exploitation jusqu'en 2013. Le démarrage officiel  du service « ouvert » a été annoncé par la Commission Européenne le 1er octobre 2009.
Samedi 22 mars 2014 à 22h04 en temps universel (TU), ASTRA 5B hébergeant la charge utile de navigation EGNOS a été mis en orbite.
Les récepteurs GPS compatibles WAAS-EGNOS permettent de bénéficier dès maintenant de ce service, dans les pays d'Amérique du Nord, d'Europe et au Japon. L'accord Galileo avec la Chine permet aussi d'y avoir accès, au moins à titre de test.